# Campeonato Sudamericano de Atletismo de 2017
El L Campeonato Sudamericano de Atletismo se desarrolló en Luque, Paraguay, en la sede del Comité Olímpico Paraguayo, entre el 23 y el 25 de junio de 2017.
El campeonato otorgó la clasificación directa al Campeonato Mundial de Atletismo de 2017 a todos los campeones de cada disciplina, así no obtengan el registro mínimo requerido.

## Resultados

### Hombres
| Evento                  | Oro                                                                                        | Plata                                                                                 | Bronce                                                                                          |
| ----------------------- | ------------------------------------------------------------------------------------------ | ------------------------------------------------------------------------------------- | ----------------------------------------------------------------------------------------------- |
| 100 m (+1.9 m/s)        | Diego Palomeque 10.11 NR                                                                   | Bruno de Barros 10.22                                                                 | Felipe Bardi 10.29                                                                              |
| 200 m                   | Bernardo Baloyes 20.36                                                                     | Álvaro Cassiani 20.90                                                                 | Virgilio Griggs 21.11                                                                           |
| 400 m                   | Winston George 45.42                                                                       | Alejandro Perlaza 45.77                                                               | Yilmar Herrera 46.02                                                                            |
| 800 m                   | Leandro Paris 1:49.82                                                                      | Lutimar Paes 1:50.27                                                                  | Jonathan Bolados 1.50.30                                                                        |
| 1.500 m                 | Federico Bruno 3:45.28                                                                     | Carlos Díaz 3:45.69                                                                   | Carlos Andrés Díaz 3:49.99                                                                      |
| 5.000 m                 | Víctor Aravena 13:57.45                                                                    | Ederson Pereira 13:59.20                                                              | Iván Darío González 14:15.76                                                                    |
| 10.000 m                | Bayron Piedra 29.03.73                                                                     | Luis Ostos 29.06.74                                                                   | Miguel Ángel Amador Montilla 29.35.17                                                           |
| 110 m vallas (+3.8 m/s) | Eduardo de Deus 13.42                                                                      | Éder Souza 13.49                                                                      | Javier McFarlane 13.76                                                                          |
| 400 m vallas            | Guillermo Ruggeri 49.72 RN                                                                 | Alberth Bravo 50.36                                                                   | Alfredo Sepúlveda 50.37                                                                         |
| 3.000 m obstáculos      | José Peña 8.45.93                                                                          | Geral Giraldo 8:51.59                                                                 | Mario Bazán 8:51.97                                                                             |
| 4 × 100 m               | Brasil · Flávio Barbosa · Aldemir da Silva Júnior · Bruno de Barros · Felipe Bardi · 39.47 | Colombia · Luna Diaz · Diego Palomeque · Bernardo Baloyes · Jhonny Jiménez · 39.67    | Venezuela · Yeiker Garcia · Arturo Ramírez · Alvaro Cassiani · >Rafael de Jesus Vazquez · 39.74 |
| 4 × 400 m               | Colombia · Jhon Solís · Diego Palomeque · Yilmar Herrera · Jhon Perlaza · 3:05.02          | Brasil · Bruno de Barros · Alexander Russo · Hugo de Sousa · Lucas Carvalho · 3:07.32 | Venezuela · Alberth Bravo · Alberto Aguilar · Kelvis Padrino · Omar Longart · 3:07.74           |
| 20 km marcha            | Mauricio Arteaga 1:24:40.00                                                                | Jhon Castañeda 1:25:04.50                                                             | César Rodríguez 1:25:58.30                                                                      |
| Salto de altura         | Eure Yáñez 2.31 CR, NR                                                                     | Talles Frederico Silva 2.28                                                           | Fernando Ferreira 2.19                                                                          |
| Salto con pértiga       | Germán Chiaraviglio 5.60                                                                   | Walter Viafara 5.10                                                                   | Rubén Benítez 5.00                                                                              |
| Salto de longitud       | Paulo dos Santos Oliveira 7.93                                                             | Emiliano Lasa 7.89                                                                    | Daniel Pineda 7.87                                                                              |
| Salto triple            | Miguel van Assen 16.94 (+2.0 m/s)                                                          | Mateus de Sá 16.70 (+3.9 m/s)                                                         | Eduardo Landeta 16.30 (+4.3 m/s)                                                                |
| Peso                    | Darlan Romani 21.02 CR                                                                     | Willian Venâncio 19.95                                                                | Germán Lauro 19.91                                                                              |
| Disco                   | Mauricio Ortega 63.82 CR                                                                   | Germán Lauro 61.70                                                                    | Douglas dos Reis 58.83                                                                          |
| Martillo                | Wagner Domingos 73.79                                                                      | Humberto Mansilla 73.16                                                               | Allan Wolski 71.38                                                                              |
| Jabalina                | Braian Toledo 79.93                                                                        | Arley Ibarguen 75.97                                                                  | Víctor Riveros 74.57                                                                            |
| Decatlón                | Jefferson Santos 8187                                                                      | Geormis Jaramillo 8126                                                                | José Gregorio Lemus 7572                                                                        |

### Mujeres
| Evento                  | Oro                                                                                                | Plata                                                                                        | Bronce                                                                                             |
| ----------------------- | -------------------------------------------------------------------------------------------------- | -------------------------------------------------------------------------------------------- | -------------------------------------------------------------------------------------------------- |
| 100 m (+3.4 m/s)        | Ángela Tenorio 11.02                                                                               | Ana Cláudia Lemos 11.12                                                                      | Andrea Purica 11.18                                                                                |
| 200 m                   | Vitória Cristina Rosa 22.67                                                                        | Ángela Tenorio 22.90                                                                         | Nediam Vargas 22.95                                                                                |
| 400 m                   | Geisa Coutinho 52.03                                                                               | Jennifer Padilla 52.68                                                                       | Maitte de la Flor Torres Córdova 53.99                                                             |
| 800 m                   | Johana Arrieta 2:06.36                                                                             | Andrea Calderón 2:07.25                                                                      | Déborah Rodríguez 2:07.41                                                                          |
| 1.500 m                 | Muriel Coneo 4:16.46                                                                               | Rosibel García 4:21.81                                                                       | Zulema Arenas 4:23.37                                                                              |
| 5.000 m                 | Muriel Coneo 16:16.64                                                                              | Belén Casetta 16:26.32                                                                       | Ángela Figueroa 16:30.59                                                                           |
| 10.000 m                | Carmen Martínez 34:08.28                                                                           | Clara Canchanya 35:01.47                                                                     | Jovana de la Cruz 35:06.24                                                                         |
| 100 m vallas (+2.9 m/s) | Fabiana Moraes 12.86                                                                               | Génesis Romero 13.16                                                                         | Melissa Crearmer 13.42                                                                             |
| 400 m vallas            | Gianna Woodruff 56.04                                                                              | Melissa Gonzalez 56.29                                                                       | Fiorella Chiappe 57.02                                                                             |
| 3.000 m obstáculos      | Belén Casetta 9:51.40                                                                              | Zulema Arenas 10:09.20                                                                       | Tatiane Raquel da Silva 10:34.23                                                                   |
| 20 km marcha            | Paola Pérez 1:32:26.0h                                                                             | Ángela Castro 1:32:35.2h                                                                     | Johana Ordóñez 1:38:13.3h                                                                          |
| 4 × 100 m               | Brasil · Franciela Krasucki · Ana Cláudia Lemos · Vitória Cristina Rosa · Rosângela Santos · 43.12 | Colombia · Maderleis Cotta · Yenifer Gonzalez · Darlenys Obregón · Eliecith Palacios · 44.50 | Ecuador · Yuliana Angulo · Narcisa Landazuri · Romina Cifuentes · Ángela Tenorio · 44.53           |
| 4 × 400 m               | Brasil · Jailma de Lima · Jéssica da Silva · Jéssica dos Santos · Geisa Coutinho · 3:33.00         | Colombia · Eliana Chávez · Rosangélica Escobar · Astrid Balanta · Jennifer Padilla · 3:33.92 | Chile · Martina Weil · Carmen Mansilla · María Fernanda Mackenna · María José Echeverría · 3:40.00 |
| Salto de altura         | María Murillo 1.82                                                                                 | Lorena Aires 1.82                                                                            | Julia dos Santos 1.79                                                                              |
| Salto con pértiga       | Robeilys Peinado 4.50                                                                              | Joana Costa 4.20                                                                             | Valeria Chiaraviglio 4.15                                                                          |
| Salto de longitud       | Eliane Martins 6.51 (+3.9 m/s)                                                                     | Macarena Reyes 6.51 (+7.3 m/s)                                                               | Jhoanmy Luque 6.47 (+4.9 m/s)                                                                      |
| Salto triple            | Núbia Soares 14.42                                                                                 | Yulimar Rojas 14.36                                                                          | Yosiri Urrutia 13.64                                                                               |
| Peso                    | Geisa Arcanjo 18.06                                                                                | Sandra Lemos 17.30                                                                           | Livia Avancini 16.75                                                                               |
| Disco                   | Andressa de Morais 64.68 CR, AR                                                                    | Fernanda Martins 60.80                                                                       | Karen Gallardo 59.73                                                                               |
| Martillo                | Mariana Marcelino 66.83                                                                            | Jennifer Dahlgren 66.17                                                                      | Eli Johana Moreno 63.09                                                                            |
| Jabalina                | Flor Ruiz 61.91                                                                                    | Laila Domingos 58.50                                                                         | Laura Melissa 54.86                                                                                |
| Heptatlón               | Tamara de Sousa 5667                                                                               | Javiera Brahm 5168                                                                           | Martina Corra 5026                                                                                 |

## Medallero
Resaltado el país anfitrión.
| Núm. | País      | Oro | Plata | Bronce | Total |
| ---- | --------- | --- | ----- | ------ | ----- |
| 1    | Brasil    | 17  | 12    | 7      | 36    |
| 2    | Colombia  | 9   | 12    | 9      | 30    |
| 3    | Argentina | 6   | 3     | 5      | 14    |
| 4    | Ecuador   | 4   | 2     | 3      | 9     |
| 5    | Venezuela | 3   | 5     | 5      | 13    |
| 6    | Chile     | 1   | 4     | 5      | 10    |
| 7    | Paraguay  | 1   | 0     | 2      | 3     |
| 8    | Panamá    | 1   | 0     | 1      | 2     |
| 9    | Guyana    | 1   | 0     | 0      | 1     |
| 9    | Surinam   | 1   | 0     | 0      | 1     |
| 11   | Perú      | 0   | 3     | 6      | 9     |
| 12   | Uruguay   | 0   | 2     | 1      | 3     |
| 13   | Bolivia   | 0   | 1     | 0      | 0     |
|      | TOTAL     | 44  | 44    | 44     | 132   |